# 上善寺
上善寺（じょうぜんじ）は、京都市北区鞍馬口通寺町東入ㇽ上善寺門前町にある浄土宗の寺院。

## 概要
京都六地蔵巡りの地蔵「鞍馬口地蔵」がある寺として有名であり、毎年8月の22・23日の両日には多くの参拝者で賑う。また本尊として阿弥陀仏坐像が祀られているが、この阿弥陀仏坐像は、行基作と伝えられており、寛永11年（1634年）嵯峨今林蓮華清浄寺から移してきたものである。境内東側にある墓地内には「長州人首塚碑」があり、元治元年（1864年）の7月19日に起こった禁門の変において、鷹司邸附近で亡くなった長州藩士入江九一・原道太・半田門吉・奈須俊平・田村育蔵・緒方弥左衛門・小橋友之輔と無名の1人計8名を、当時堺町御門警衛隊長であった越前藩桑山十蔵が主君松平春嶽の許しを得て、越前藩菩提寺であったこの寺に葬ったものである（明治38年〈1905年〉、旧長州藩主毛利家により塚周辺が整備された）。

## 歴史
寺伝によると、貞観5年（863年）に、僧円仁により、天台密教の道場として、千本今出川（上京区）に創建されたと伝えられており、その後、文明年間（1469年 – 1487年）に、春谷盛信によって再興され、後柏原天皇の勅願寺として栄えた。
文禄3年（1594年）、豊臣秀吉による京都改造に伴う寺町通の整備に伴い、寺域を現在地に移し、宗派も浄土宗に改められた。
明治時代に起こった廃仏毀釈によって、鞍馬街道の入口にある深泥池の畔にあった地蔵菩薩がこの寺に移され、以降通称鞍馬口地蔵と呼ばれるようになった。

## 文化財

### 登録有形文化財
- 本堂[2]
- 書院
- 観音堂
- 山門

## 住所
京都府京都市北区鞍馬口通寺町東入ㇽ上善寺門前町